# Bernheim, Dreyfus & Co.
Pour les articles homonymes, voir Bernheim et Dreyfus.
Bernheim, Dreyfus & Co est une société indépendante de gestion d'actifs créée en 2007, et implantée à Paris. 
La société est spécialisée dans les stratégies de performance absolue, en particulier dans l’arbitrage de fusions et acquisitions (en anglais "Risk arbitrage (en)" ou bien aussi "merger arbitrage"), qui est une des nombreuses stratégies dites de "gestion alternative" . Elle fait d’ailleurs souvent partie d’une catégorie plus large de ces stratégies, la catégorie dite Event-driven investing (en),.

## Historique
- 2007 : création de Bernheim, Dreyfus & Co.
- 2008 : Emménagement à Paris
- 2009 : Agrément de l'Autorité des marchés financiers
- 2011 : Bernheim, Dreyfus & Co s’associe à la Fondation de France pour participer au financement de l'association pour personnes en situation de handicap[réf. souhaitée].
- 2011 : L'entreprise a reçu en 2011 le prix du meilleur fonds de performance absolue décerné par le magazine de référence Hedgeweek [4],[5]
- 2011 : La société lance le fonds « event driven » Diva Synergy Ucits[6]. Ceci met en œuvre une stratégie de merger arbitrage. Il s’agit d’un Organisme de placement collectif en valeurs mobilières français à liquidité journalière, soumis à la réglementation européenne en vigueur (normes Undertakings for Collective Investment in Transferable Securities Directives (en) IV).

- 2012 : Après un premier investissement début mai dans le fonds de crédit européen d’Eiffel Investment Group, Alain Leclair, Président de la SICAV EMERGENCE annonce la signature d’un second partenariat d’incubation avec la société Bernheim, Dreyfus & Co[7].
- 2012  : Bernheim, Dreyfus & Co reçoit 30 millions d'euros du fonds de Place Emergence pour son fonds Diva Synergy UCITS[8],[9],[10]
- 2013 : La société lance le fonds Carmel Global Opportunities, un fonds d'allocation à dominante obligataire conforme à la norme UCITS IV. C'est un fonds commun de placement (FCP) de droit français dont le montant des encours à la date de lancement était d'environ 50 millions d'euros[11]